# Montevarchi Calcio Aquila 1902 1991-1992
Questa voce raccoglie le informazioni riguardanti il Montevarchi Calcio Aquila 1902 nelle competizioni ufficiali della stagione 1991-1992.

## Rosa
| N. |                   | Ruolo | Calciatore             |
| -- | ----------------- | ----- | ---------------------- |
|    | Italia (bandiera) |       | Amedei                 |
|    | Italia (bandiera) | D     | Valerio Barsotti       |
|    | Italia (bandiera) | D     | Alberto Boggio         |
|    | Italia (bandiera) | A     | Massimo Busilacchi     |
|    | Italia (bandiera) | C     | Massimiliano Bussandri |
|    | Italia (bandiera) | C     | Emiliano Carresi       |
|    | Italia (bandiera) | P     | Andrea Ceccotti        |
|    | Italia (bandiera) | C     | Maurizio Cerasa        |
|    | Italia (bandiera) | P     | Severo De Felice       |
|    | Italia (bandiera) | C     | Alessio Di Mella       |
|    | Italia (bandiera) | C     | Giacomo Lonzi          |
|    | Italia (bandiera) | D     | Matteo Matteazzi       |

| N. |                   | Ruolo | Calciatore           |
| -- | ----------------- | ----- | -------------------- |
|    | Italia (bandiera) | A     | Massimiliano Messina |
|    | Italia (bandiera) | C     | Carlo Milazzo        |
|    | Italia (bandiera) | A     | Maurizio Montingelli |
|    | Italia (bandiera) |       | Poggesi              |
|    | Italia (bandiera) | D     | Alessandro Pozzi     |
|    | Italia (bandiera) | C     | Federico Rossi       |
|    | Italia (bandiera) | D     | Luca Sassoli         |
|    | Italia (bandiera) | D     | Marco Sereni         |
|    | Italia (bandiera) | C     | Antonio Statella     |
|    | Italia (bandiera) | D     | Antonio Strano       |
|    | Italia (bandiera) |       | Valesi               |
|    | Italia (bandiera) | C     | Massimiliano Vitali  |